# Lessingianthus zuccarinianus
Lessingianthus zuccarinianus là một loài thực vật có hoa trong họ Cúc. Loài này được (Mart. ex DC.) H.Rob. mô tả khoa học đầu tiên năm 1988.